# Arassen Ragaven
Arassen Ragaven est un footballeur franco-mauricien, international mauricien, né le 8 avril 1987 à Paris, évoluant au poste de milieu de terrain.

## Biographie
Formé d'abord au centre de formation de l'AJ Auxerre, il s'engage avec le FC Lorient. Au sein des Merlus, il reçoit un contrat de stagiaire-pro,. Il fait ses débuts en équipe nationale mauricienne, le 21 mars 2007, lors d'un match amical face à la Côte d'Ivoire. Son contrat se terminant à la fin de la saison 2006-2007, il veut attendre de voir si on lui propose un nouveau contrat professionnel. Sinon, il espère rejoindre un club de Ligue 1. Il n'est pas conservé à l'issue de ce championnat.
En 2007, il intègre les équipes de jeunes de l'US Moissy-Cramayel avant de jouer sept matchs et d'inscrire un but en équipe première, évoluant en CFA, pour l'exercice 2007-2008,. Ragaven devient titulaire, la saison suivante, jouant vingt sept matchs de championnat. Il s'engage ensuite le Melun FC avant de prendre une licence dans le club du Val Yerres Crosne.